# Mörttjärnen (Åsele socken, Lappland, 711685-157835)
Mörttjärnen är en sjö i Åsele kommun i Lappland och ingår i Ångermanälvens huvudavrinningsområde. Sjön har en area på 0,0792 kvadratkilometer och ligger 307,4 meter över havet.

## Delavrinningsområde
Mörttjärnen ingår i det delavrinningsområde (711562-157869) som SMHI kallar för Mynnar i Ångermanälvens vattendragsyta. Medelhöjden är 340 meter över havet och ytan är 15,92 kvadratkilometer. Räknas de 43 avrinningsområdena uppströms in blir den ackumulerade arean 298,04 kvadratkilometer. Kvällån som avvattnar avrinningsområdet har biflödesordning 2, vilket innebär att vattnet flödar genom totalt 2 vattendrag innan det når havet efter 195 kilometer. Avrinningsområdet består mestadels av skog (84 procent). Avrinningsområdet har 0,73 kvadratkilometer vattenytor vilket ger det en sjöprocent på 4,6 procent.